# Mario Foschiani
Mario Foschiani, né le 19 octobre 1912 à Udine et mort le 4 avril 1945 dans la même ville, est un résistant italien de la Seconde Guerre mondiale, ayant aussi combattu dans le camp des républicains pendant la guerre d'Espagne.

## Biographie
Né à Udine le 19 octobre 1912, il devient tout d'abord ouvrier. Pour échapper aux persécutions des fascistes en 1933 il s'expatrie en France. Là, pendant la guerre d'Espagne, il s'engage dans les Brigades internationales. En combattant pour la défense de la République, il est gravement blessé. Après la victoire des franquistes, Foschiani retourne en France, où il est arrêté et remis aux autorités italiennes.
Jugé en Italie, l'ouvrier anti-fasciste est déféré à la Cour spéciale qui le condamne à quinze ans de prison pour des activités de propagande effectuées dix ans plus tôt à Udine. Libéré de la prison de Castelfranco Emilia à la chute du régime fasciste, quelques mois plus tard Foschiani entre, avec le nom de couverture Guerra, dans les rangs de la résistance du Frioul. Il devient commissaire politique du bataillon Friuli qu'il avait constitué, puis commissaire de la division Garibaldi Carnia. 
Guerra était sur le point de tenir une réunion des commandants des différentes formations lorsque, le 28 février 1945, il est surpris par une unité de cosaques incorporés dans la Wehrmacht et, après un furieux combat, il est capturé. Il est alors conduit à Udine et soumis à des interrogatoires et des actes de torture. Un mois après, il est fusillé dans la cour de la prison avec vingt autres partisans, parmi lesquels Mario Modotti (it). 
À Udine, une rue a été nommée en son honneur.